# Holorusia aberrans
Holorusia aberrans is een tweevleugelige uit de familie van de langpootmuggen (Tipulidae). De soort komt voor in het Australaziatisch gebied.